# Bristol Titan
Bristol Titan — британский поршневой звездообразный 5-цилиндровый авиадвигатель воздушного охлаждения, разработанный в конце 1920-х годов и выпускавшийся компанией Bristol. Также по лицензии производился французской компанией Гном-Рон, внесшей в него ряд доработок.

## История
К окончанию Первой мировой войны, выявились некоторые проблемы массово использовавшихся в тот период ротативных двигателей. Определённая простота их конструкции имела и оборотную сторону: масса вращающегося блока цилиндров вызывала гироскопический эффект, затрудняющий маневрирование самолёта, особенно при увеличении размера и/или числа цилиндров. Решить эту проблему не помогало и развитие технологий, позволивших применять больше деталей из лёгких алюминиевых сплавов. В обычных же радиальных двигателях подобных проблем не возникало, что было важно при обучении начинающих пилотов.
В Соединённом Королевстве потребность в подобных двигателях для учебных самолётов была отчасти удовлетворена представленным компанией Armstrong Siddeley в 1926 году 150-сильным 5-цилиндровым AS Mongoose, которым удалось заменить гамму двигателей, ранее устанавливавшихся на широко распространённом Avro 504, наряду с 7-цилиндровым AS Lynx, выпускавшимся с начала 1920-х.
Конкурировавшая с Armstrong Siddeley компания Bristol поручила конструктору Рою Феддену разработать аналогичный мотор. В новом проекте Феддена, получившем название Titan максимально использовались детали созданного им же 9-цилиндрового Bristol Jupiter, в частности, цилиндры, поршни, шатуны, коленчатый вал и ряд других, что позволило сократить время на подготовку к серийному выпуску, а также снизить затраты на производство и хранение комплектующих. В отличие от «прародителя», у Титана не было редуктора, поэтому на нём не мог использоваться компрессор, устанавливавшийся на Jupiter VII. (На поздних модификациях применялся редуктор типа «Farman», выпускавшийся Gnome-Rhône.)
Модель была представлена публике на XI международном Парижском международном авиасалоне. Ожидалось, что он будет представлять интерес для французской компании Гном-Рон, уже выпускавшей по лицензии мотор Jupiter (Gnome-Rhône 9A Jupiter). Однако, французы ещё с 1927 года, пытавшиеся выйти из лицензионного соглашения, изучив чертежи Titan, (который сами уже начали продавать как Gnome-Rhône 5B), разработали ряд новых собственных моделей, имевших от 5 до 9 цилиндров: Gnome-Rhône 5K, 7K Titan Major и 9K Mistral (мощностью 260, 370 и 550 л. с., соответственно).
С появлением «серии К» контракт с компанией Bristol был расторгнут и прекращена выплата лицензионных отчислений. Gnome-Rhône 5K было выпущено значительно больше, чем оригинальных Bristol Titan, а всего к 1930 году было произведено около 6000 «Юпитеров», «Мистралей» и «Титанов», что сделало Гном-Рон крупнейшей моторостроительной компанией Франции.

## Модификации
Titan I(1928) — 205 л. с.
Titan IIFизменённый распределительный механизм.
Titan II (Special)
Titan IV(1928) — 205 л. с., редуктор с Bristol Jupiter (0,5:1).
Гном-Рон 5B Titan
Гном-Рон 5Ba Titan
Гном-Рон 5Bc Titan

## Применение
Великобритания
- Avro 504N
- Bristol Primary Trainer
- Bristol Type 110A